# Meteorologiåret 1914

## Händelser

### Januari
- 28 januari – Ett ovanligt åskväder härjar i Maple Plain i Minnesota, USA [1].

### Maj
- 23 maj – En tidig värmebölja härjar i Minnesota, USA [2].

### Juni
- Juni-juli - Sverige upplever en varm sommar.
- 9 juni - I Åbo, Finland noteras finländskt värmerekord med + 35,9 °C [3].

### Augusti
- 11 augusti - Värmerekord för Northwest River i Labrador, Kanada uppmäts med +41.7 °C [4].

### November
- 8 november – I Bagdad, Kalifornien, USA avslutas den 767 dagar långa period utan nederbörd, som inleddes den 3 oktober 1912 [5].

### Okänt datum
- Malmö, Sverige drabbas av en stor översvämning och stadens centrala gator blir fulla med vatten. Stora materiella skador [6].
- Ett kraftigt inflöde till Östersjön inträffar [7]
- Ekholm-Modéns formel börjar användas vid mätning av medeltemperatur [8].
- Det kraftigaste beskrivna lufttrycksfallet inträffar i Tyskland [9].
- Meteorologisk institutt i Norge flyttar till Store Strandgate 11 i Kristiania [10].
- Dygnsnederbörd börjar mätas i Storbritannien [11].

## Födda
- 20 april – Gösta Liljequist, svensk meteorolog och professor i meteorologi.
- 26 juni – Neil B. Ward, amerikansk meteorolog.
- 29 augusti – Bernard Vonnegut, amerikansk kemist och meteorolog.
- 8 september – Frank Pasquill, engelsk meteorolog.

## Avlidna
- 1 juli – Hermann Joseph Klein, tysk meteorolog och astronom.

### Fotnoter
1. ↑  ”Arkiverade kopian”. Arkiverad från originalet den 21 juli 2010. https://web.archive.org/web/20100721154003/http://climate.umn.edu/pdf/day_in_weather_history/january_wx_history.pdf. Läst 16 februari 2011.
2. ↑  ”Arkiverade kopian”. Arkiverad från originalet den 16 juli 2010. https://web.archive.org/web/20100716103814/http://www.climate.umn.edu/pdf/day_in_weather_history/may_wx_history.pdf. Läst 16 februari 2011.
3. ↑  ”Dan, Dan the Weatherman's Canadian Weather Trivia Page”. Arkiverad från originalet den 9 september 2013. https://web.archive.org/web/20130909001246/http://www.dandantheweatherman.com/cantriv.html. Läst 23 februari 2011.
4. ↑  National Climate Extremes Committee Arkiverad 29 augusti 2009 hämtat från the Wayback Machine.. National Climatic Data Center. Läst 4 februari 2011.
5. ↑  Sverige 1900-talet – Varmare men från ett kallt utgångsläge, NE, Bra Böcker, 2000
6. ↑  SMHI
7. ↑  SMHI
8. ↑  SMHI
9. ↑  MET Arkiverad 15 december 2010 hämtat från the Wayback Machine.
10. ↑  SMHI Arkiverad 25 november 2012 hämtat från the Wayback Machine.